# 波爾多美術館

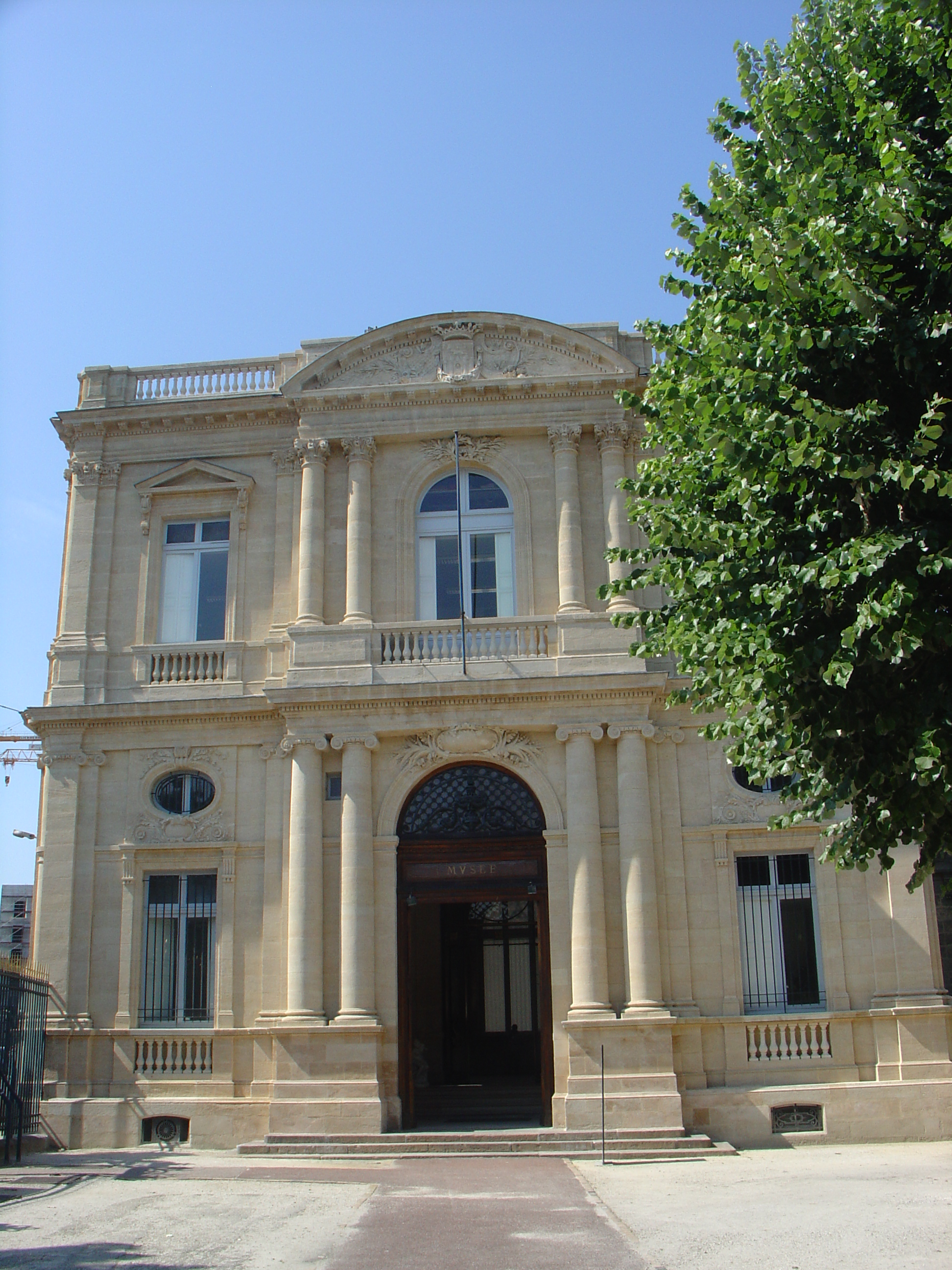
波爾多美術館

波爾多美術館（法語：Musée des Beaux-Arts de Bordeaux）是位於法國波爾多的一座美術館，位於波爾多市政廳隔壁。美術館開幕於1801年，在1870年遭遇火災，部分建築和藏品被燒毀。1875年至1881年期間，美術館進行重建。波爾多美術館分為兩座建築，南館展示自義大利文藝復興時期至19世紀的繪畫。北館則舉辦特展。